# یوتو هاریگومه (اسکیت‌بردباز)

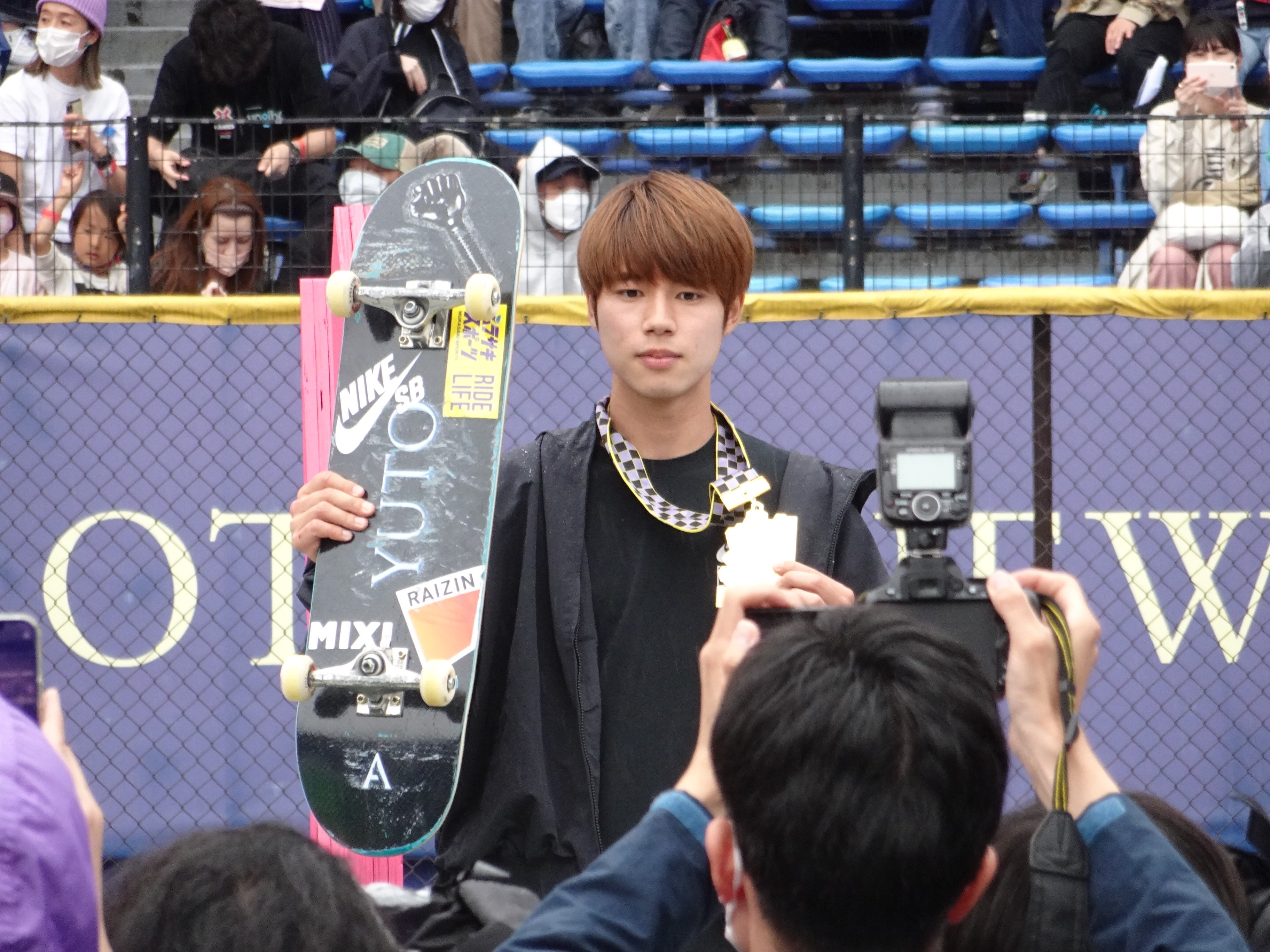
یوتو هاریگومه

یوتو هاریگومه (انگلیسی: Yuto Horigome؛ زادهٔ ۷ ژانویهٔ ۱۹۹۹) اسکیت‌بردباز اهل ژاپن است.
وی در مسابقات کشوری و بین‌المللی در مجموع برندهٔ ۱ مدال طلا شده‌است.